# Stadlern
Stadlern là một đô thị tại huyện Schwandorf bang Bayern, Đức.